# 笹森礼子

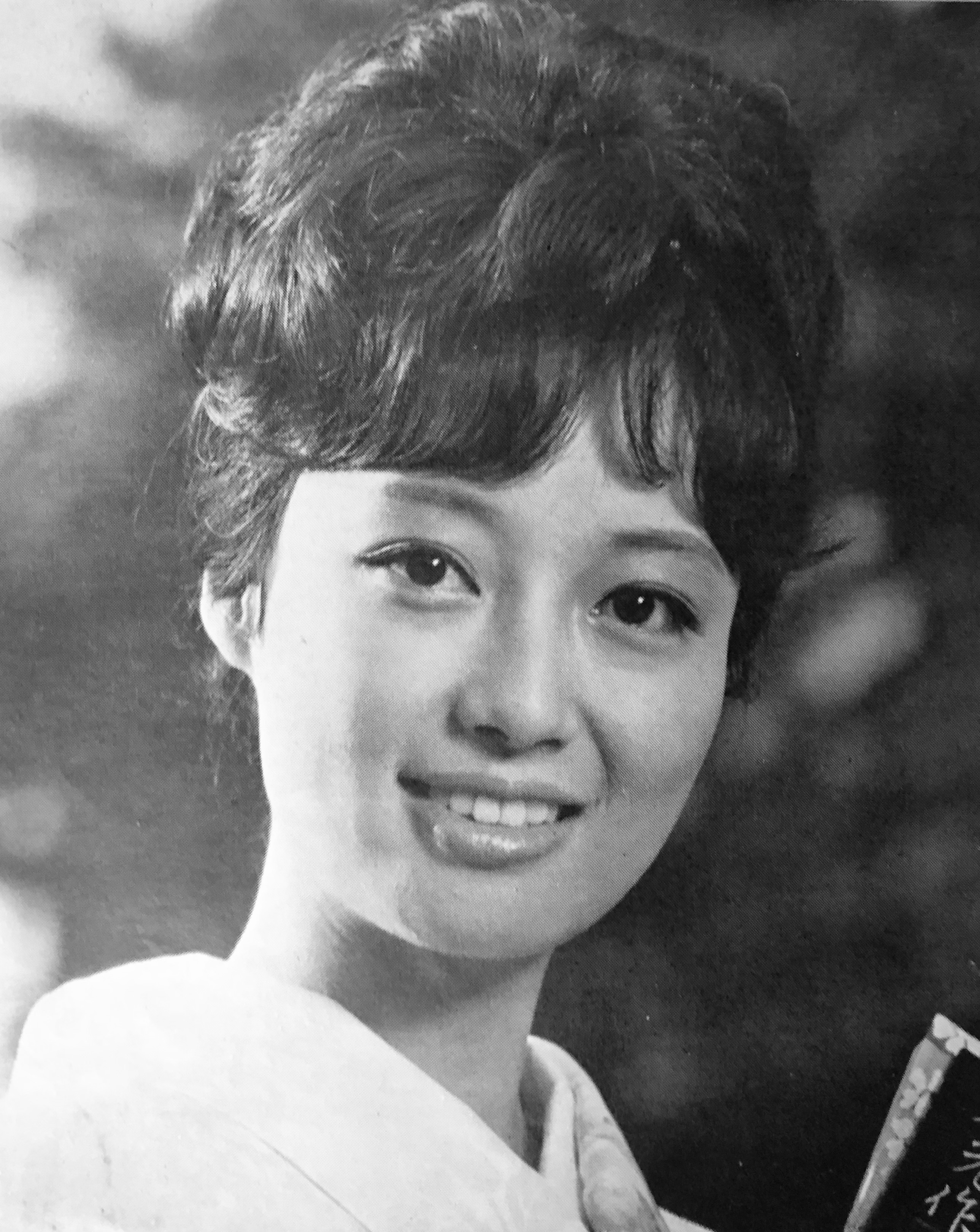
1965年

笹森 礼子（ささもり れいこ　1940年9月9日 - ）は、日本の元俳優・歌手である。

## 経歴
東京都大田区出身、A型。
頌栄女子学院高等学校在学中から、TBS『日真名氏飛び出す』にレギュラーとして出演し、舛田利雄監督『青年の樹』（1960年4月29日）の脇役でスクリーン・デビューした。東宝映画『娘・妻・母』出演後、日活と契約し、森永健次郎監督『美しき別れの歌』（1960年5月1日）で二谷英明の相手役に抜擢される。浅丘ルリ子に次ぐ青春スターとして数多くのヒロインをこなした（特に赤木圭一郎とは多くのコンビ作がある）が、1965年に結婚、引退した。滝沢英輔監督『男の紋章 喧嘩街道』が最終作となった。

## 出演映画
1960年
- 青年の樹 - 中野雪子 役
- 美しき別れの歌 - 江口敦子 役
- 娘・妻・母 - モデル 役
- お嬢さんの散歩道 - まり子 役
- 天下を取る - キミ子 役
- 拳銃無頼帖 不敵に笑う男 - 佐伯博子 役
- 海の情事に賭けろ - 殿村杏子 役
- 闇を裂く口笛 - 道子 役
- 幌馬車は行く - 十美 役
- 錆びた鎖 - 冬木美枝 役
- 拳銃無頼帖 明日なき男 - 道子 役
- 善人残酷物語 - 森野みどり 役

1961年
- 俺の血が騒ぐ - 節子 役
- 少女 - 秋元カネ子 役
- 紅の拳銃 - 石岡菊代 役
- 生きていた野良犬 - 民子 役
- 早射ち野郎 - 戸川令子 役
- 用心棒稼業 - 道子 役
- 三つの竜の刺青 - 小松麗子 役
- 助っ人稼業 - 圭子 役
- 海の勝負師 - マキ 役
- 赤い荒野 - 奥井和子 役
- ノサップの銃 - 仙田ユキ 役
- あいつと私 - 加山さと子 役
- 俺は地獄へ行く - 木塚ユリ 役
- 嵐を突っ切るジェット機 - 杉江マキ 役

1962年
- メキシコ無宿 - 平田美也子 役
- 天使と野郎ども - 中山妙子 役
- 黒いダイス - 川崎節子 役
- 激流に生きる男 - 遠藤靖子 役
- 惜別の歌 - 兵頭美那子 役
- 抜き射ち三四郎 - 金杉夕子 役
- 遙かなる国の歌 - 須貝京子 役
- 渡り鳥故郷へ帰る - 西田伸子 役
- 銃弾の嵐 - 梨枝 役
- 拳銃は淋しい男の歌さ - 稲木正子 役
- 歌う暴れん坊 - 美沙子 役

1963年

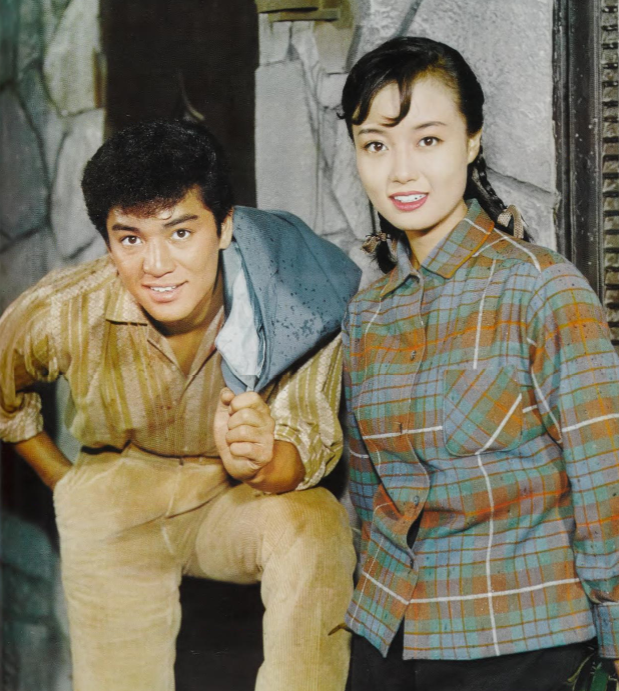
『幌馬車は行く』（1960年）の撮影現場にて

『紅の拳銃』（1961年）

- 探偵事務所23 くたばれ悪党ども - 千秋 役
- 空の下遠い夢 - 伸子 役
- 雨の中に消えて - 河原たか子 役
- 赤い靴とろくでなし - 志津子 役
- 銀座の次郎長 - 松田秀子 役
- 探偵事務所23 銭と女に弱い男 - 千秋 役
- 虎の子作戦 - 美子 役
- 結婚作戦 - 立花マリ 役
- 地獄の祭典 - 篠原恵子 役
- 霧に消えた人 - 津上由利子 役

1964年
- 赤いハンカチ - 石塚光子 役
- こんにちわ20才 - 柴田澄子 役
- 噂の風来坊 - 叶ヒロミ 役
- 帝銀事件 死刑囚 - 正枝 役
- 生きている狼 - 早苗／千恵 役
- 死にざまを見ろ - 夏子 役
- さすらいの賭博師 - 浅野倫子 役
- 黒いダイスが俺を呼ぶ - 木原牧子 役
- 殺られてたまるか - サヨ 役

1965年
- 大日本ハッタリ伝 - 敏子 役
- 七人の刑事 終着駅の女 - ふさ子 役
- 男の紋章 喧嘩街道 - 早苗 役

## ディスコグラフィー
笹森のレコード吹き込みは以下の3曲と思われる。この他に、ソノシートで発売された単独歌唱作品もある（曲名不明）。
- 花占い（1963年7月） - テイチクでのデビュー曲。唯一の単独歌唱作品。
作詞：滝田順／作曲：上村張夫／編曲：塩瀬重雄
- 友情物語（1963年7月） - with 高橋英樹・浜田光夫。「花占い」のカップリング曲でこの曲がA面だった。3人で掛け合う楽曲で、呼び名は特に意味がない。
作詞：滝田順／作曲：上村張夫／編曲：久慈ひろし
- 素晴らしき公休日（1963年8月） - with 山田実。民謡の「五木の子守唄」を挿入した楽曲で、浜田光夫「白い花の青春」のB面としてリリース。
作詞：羽仁穂平／作曲：久慈ひろし／編曲：河木公平